# 위그 파브리스 장고
위그 파브리스 장고(프랑스어: Hugues Fabrice Zango, 1981년 1월 15일~)는 부르키나파소의 육상 선수로 주 종목은 세단뛰기이다. 현재 남자 세단뛰기 실내 세계 기록 보유자이며 2020년 하계 올림픽에서 남자 세단뛰기 동메달을 획득했다. 그는 부르키나파소 최초의 올림픽 메달리스트이다. 또한 세계 육상 선수권 대회에서 금메달 1개, 은메달 1개, 동메달 1개를 획득했다.